# Gilbert Hérail
Gilbert Hérail, también llamada Gilbert Erail o Gilbert Horal (1152 - Diciembre de 1200), fue el duodécimo gran maestre de la Orden del Temple.

## Biografía
Nació posiblemente en el Reino de Aragón, pero se ignora la fecha y lugar de su nacimiento. Ingresó tempranamente en la Orden del Temple, de forma que ya es gran comendador de la misma cuando es elegido gran maestre del Temple en febrero de 1193, tras la muerte de Robert de Sablé. 
Un año después de su elección, en 1194, el papa Celestino III confirma todos los privilegios otorgados al Temple por medio de la bula Omne datum optimum que Anastasio IV había dictado en 1154.
Gilbert Hérail desea mantener la paz entre cristianos y musulmanes lograda por el acuerdo que Ricardo Corazón de León había suscrito con Saladino y gracias a una política de equilibrio. Esto le atraerá las iras del papa Inocencio III, que ve en ello una traición a la Iglesia.
A causa de esta querella con Inocencio III, el resultado de las tensiones entre Templarios y Hospitalarios se decide en favor de estos últimos, que aprovechan para recuperar tierras y castillos.
Durante su mandato, la Orden del Temple participará en la Reconquista de la península ibérica. En agradecimiento por los servicios prestados, el rey Alfonso II de Aragón, en 1196, donará a los templarios la fortaleza de Alfambra. 
Gilbert Hérail falleció en diciembre del año 1200 al inicio de la Cuarta Cruzada.

## Legado
| Predecesor: Robert IV de Sablé | Gran maestre de la Orden del Temple 1193 - 1200 | Sucesor: Philippe de Plaissis |